# Święty Wawrzyniec (obraz Francisco de Zurbarána)
Święty Wawrzyniec – obraz hiszpańskiego malarza Francisco de Zurbarána, jeden z siedmiu obrazów – portretów świętych zleconych po Soborze trydenckim przez kardynała i arcybiskupa Bolonii, Gabriela Paleottiego znajdujący się w Petersburskim Ermitażu.
Święty Wawrzyniec przez wieki uważany był za jednego z największych męczenników Kościoła katolickiego. Wokół jego postaci narosło wiele legend, głównie dotyczących jego męczeńskiej śmierci i wiary w Chrystusa. W 258 roku, jak podaje legenda, został skazany na przypalanie na ruszcie za ukrycie skarbów kościoła. Jak wspomina Jakub de Voragine w swojej Złotej legendzie, św. Wawrzyniec podczas przypalania – w wyniku którego zmarł – modlił się o nawrócenie Rzymu. Według relacji Prudencjusza, poety starożytnego chrześcijaństwa, bohaterska postawa Wawrzyńca miała przyczynić się do nawrócenia wielu pogan.

## Opis obrazu
W 1636 roku, Francisco de Zurbarán przystąpił do namalowania portretu św. Wawrzyńca na zlecenie prawdopodobnie kardynała Gabriela Paleottiego lub dla klasztoru San José. Zgodnie z ikonografią chrześcijańską ukazał go z jego atrybutami: rusztem, na którym został przypalany i w dalmatyce, stroju przynależnym diakonowi. Ma na sobie białą albę oraz bardzo bogato zdobioną dalmatykę w kolorze ciemnej czerwieni. Taki strój diakonów Kościoła zachodniego został oficjalnie zatwierdzony przez papieża Sylwestra I, czyli prawie sto lat po śmierci Wawrzyńca. Czerwień stroju ma podkreślać męczeńską śmierć w imię Chrystusa. Zurbarán przyozdobił dalmatykę świętego w haftowaną postać świętego Pawła. Prawdopodobnie w ten sposób pragnął podkreślić rolę Wawrzyńca jako kontynuatora misji Pawła, który uważany jest za apostoła pogan. Wawrzyniec równie mocno pragnął nawrócenia Rzymu.
Na lewej ręce Wawrzyńca znajduje się manipularz używany jeszcze w IX i w X wieku, symbolizujący kajdany jakie założono Chrystusowi na ręce podczas pojmania Go w ogrodach oliwnych. Prawa ręka Wawrzyńca przyciśnięta jest do piersi i wraz z oddanym wzrokiem skierowanym ku niebu, ku Chrystusowej Światłości, symbolizuje miłość i oddanie Bogu.

W tle po prawej stronie Zurbarán ukazał ruiny pogańskiej świątyni, co ma symbolizować upadek pogańskiego cesarstwa. Kontrast stanowi zielone drzewo po lewej stronie, mające różne znaczenia w ikonografii. Najczęściej jest alegorią nadziei na zmartwychwstanie Chrystusa. W nowotestamentowej przypowieści o ziarnie goryczy, z małego ziarna wyrasta ogromne drzewo. Mateusz Ewangelista przyrównuje je do Królestwa Niebieskiego (Mt 13,31-32). 

Silne, mocne, pełne życia drzewo zestawione z ruinami pogańskiej świątyni oznacza też rozrastający się Kościół Chrystusowy i jego ostateczny triumf na ruinach Cesarstwa Rzymskiego